# 長洲町立長洲中学校
長洲町立長洲中学校（ながすちょうりつ ながすちゅうがっこう）は、熊本県玉名郡長洲町にある中学校。

## 沿革
- 1947年4月1日 - 長洲町立長洲中学校、清里村立清里中学校創立
- 1955年 - 分村により清里中が荒尾市長洲町小中学校組合立清里中学校と改称
- 1956年 - 組合立解消に伴い、長洲町立清里中学校に改称。長洲中学校へ統合
- 2024年 - 長洲中学校〈旧〉と長洲町立腹栄中学校が統合し長洲中学校〈新〉へ

## 部活動
- 男子ソフトテニス部
- サッカー部

他

## 交通アクセス
- JR九州鹿児島本線長洲駅から約2.5km
- 有明フェリー長洲港から約1.4km